# Foum Jemaa
Foum Jemaa (franska: Foum Jemaa (CR), Foum Jemaa (Commune Rurale), arabiska: بزو) är en kommun i Marocko.   Den ligger i provinsen Azilal och regionen Béni Mellal-Khénifra, i den nordöstra delen av landet, 230 km söder om huvudstaden Rabat. Antalet invånare är 4 298.